# Noor Al-Rawabdeh
Noor Al-Deen Mahmoud Ali Al-Rawabdeh (arab. نُور الدِّيْن مَحمُود عَلِيّ الرَّوَّابدَة; ur. 24 lutego w Ammanie) – jordański piłkarz grający na pozycji pomocnika w malezyjskim klubie Selangor FC oraz reprezentacji Jordanii. Srebrny medalista Pucharu Azji 2023.
W swojej karierze grał także w klubach: Al-Jazeera Amman, Al-Muharraq SC oraz Emirates Club. W drużynie Jordanii zadebiutował 7 sierpnia 2019 w meczu z Kuwejtem. Pierwszą bramkę zdobył 14 czerwca 2022 również przeciwko temu samemu rywalowi. Znalazł się w kadrze na Puchar Azji 2023. Był tam piłkarzem wyjściowej jedenastki, a Jordania zajęła historyczne drugie miejsce.